# 흑운장
이성은(李聖恩, 닉네임: 흑운장, 1988년 3월 2일~)은 대한민국의 전직 스타크래프트, 스타크래프트 II 프로게이머, 전직 프로게임단 감독, 게임 해설자이며 현재 개인 방송 진행자이다. 대한민국 공군 사병으로 복무한 그는 前 삼성 갤럭시 소속의 테란 출신 프로토스 유저이다. firebathero 또는 BraQ라는 아이디를 쓰며, 까무잡잡한 피부에서 유래된 '흑성은', 아이디를 그대로 읽은 '브라끄' 등의 별명을 가지고 있다. 브루드워에서는 테란으로 플레이를 하였으며, 자유의 날개에서는 프로토스로 종족을 바꾸었다.

## 선수 이력
2005년 하반기 드래프트에서 삼성 갤럭시의 2차 지명으로 입단하였다. 프로게이머로 입문한 지 얼마 되지 않아 신한은행 스타리그 2006 시즌2, 시즌3에 연이어 진출하였으나 변형태(당시 CJ 엔투스, 현재 e스포츠인벤 기자), 한동욱(당시 하이트 스파키즈)에게 각각 패퇴하며 크게 주목받지 못하였다. 그러나 곰TV MSL 시즌2 8강에서 유력한 우승후보이자 6회 연속 4강 진출을 노리던 당시 최강저그 마재윤(당시 CJ 엔투스, 현재 제명)을 3:2로 꺾으면서 일대 파란을 불러일으켰다.이성은 은 생애첫 MSL 4강까지차지하 특히 승리 직후 경기장을 한 바퀴 돌았던 세리머니는 팬들 사이에 뜨거운 논쟁을 유발시켰다. 이후 이성은과 마재윤은 맞대결을 벌일 때마다 묘한 긴장감을 형성하며 팬들의 흥미를 돋구었다.
2007년 스타크래프트 시즌의 중요한 화두 중 하나는 '선수들의 세리머니 열풍'이었다. 그리고 그 중심엔 이성은이 있었다. 이성은은 종전엔 찾아볼 수 없었던 독특한 세리머니들을 선보이며 팬들의 열광, 안티팬들의 비난을 동시에 불러일으켰고, 세리머니만큼이나 다채로우면서도 탄탄한 경기력을 내세워 일약 e스포츠계의 이슈 메이커로 재평가되었다. 특히 고인규(당시 SK텔레콤 T1, 현재 SPOTV 게임즈 해설위원)와의 경기에서 보여준 탱크 블러드, 박정욱(당시 STX 소울)과의 경기에서 보여준 패스트 핵, 신희승(당시 이스트로, 현재 제명)과의 경기에서 보여준 연속 락다운 등은 이성은의 진면목을 볼 수 있는 명장면들이었다.
그리고 신한은행 프로리그 2008 결승전에서 김창희(당시 온게임넷 스파키즈(현 하이트 스파키즈), 현재 제명)를 꺾고 보여준 세리머니는 화제만큼의 논란을 낳았다. 당시 스파키즈 벤치로 공깃밥을 던진 이성은은 유니폼을 모두 벗고 수영복 차림으로 바다에 뛰어들었으며, 무대로 돌아온 이후에도 팬들에게 빠삐코 아이스크림을 던지며 빠삐놈 리믹스에 맞춰 춤까지 선보였다. 삼성 갤럭시 및 그의 팬들은 크게 열광한 반면, 일부 관객들은 다소 지나친 세리머니였다며 눈살을 찌푸렸고, KeSPA 관계자 역시 "상대 측에서 이의를 제기하거나 상벌위원회 안건으로 들어올 경우 징계 여부를 논의할 수도 있다"고 밝히기도 했다. 차후에 별다른 조치 및 징계는 이루어지지 않았으나, 이 사건으로 이성은에 대한 e스포츠 팬들의 호불호는 더욱 극명해졌다. 그러나 이후 당시 상대였었던 김창희가 승부조작에 가담한 사실이 밝혀지자 현재 이성은이 행했던 세레모니는 팬들의 환호를 받기에 충분했다. 이성은은 송병구, 허영무와 더불어 삼성 갤럭시의 신한은행 프로리그 2007 전기리그 우승과 신한은행 프로리그 2008 우승을 이끌었다. 그러나 개인리그에서는 곰TV MSL 시즌2 4강신한은행 스타리그, 2006 시즌3 8강(6위)을외하고는 좋은 성적을 내지 못하여 아쉬움을 사기도 했다.

### 프로토스전의 부진
이성은은 걸출한 테란전, 저그전과 달리 유독 프로토스전에선 부진을 면치 못했다. 특히 박지호(전 MBC게임 히어로 코치), 김구현(당시 STX SouL, 현재 은퇴). 오영종(당시 화승 오즈)에게 당한 대역전패가 유명한데, 공교롭게도 박지호와의 경기는 2006년 9월 18일, 김구현과의 경기는 2007년 9월 18일이었다.
그 밖에 도재욱(당시 SK텔레콤 T1), 윤용태(당시 웅진 스타즈), 박영민(당시 공군 ACE) 등에게도 중요한 경기에서 완패한 경험이 있다. 2007년 7월 5일, 곰TV MSL 시즌 2 4강 5경기에서 송병구에게 진 이후부터 2007년 12월 1일에 박지호를 이기기 전까지 방송경기 기준 프로토스전 경기만 8연패를 달리기도 했었다. 그리고 위너스리그에서 SK텔레콤의 걸출한 토스 도재욱, 김택용을 잡아내며 토스전 극복의 모습을 보이기도 했지만 결국 은퇴하고 말았다.

### 입대
클럽데이 온라인 MSL 32강에서 김택용(당시 SK텔레콤 T1, 현재 은퇴)을 위시한 3프로토스가 소속된 D조를 2승으로 통과하며 16강에 진출했고, 16강에선 역시 프로토스 유저인 신예 박재영(당시 KT 롤스터, 현재 은퇴)를 2:0으로 꺾는 등 예전과 달라진 대프로토스전 기량으로 팬들의 기대를 불러일으켰으나 8강에서 다시 만난 김택용에게 0:3으로 완패하였다.
그 후 로스트사가 MSL 32강에서 2패 탈락한 뒤엔 심한 부진을 겪었었는데, 2009년 4월 19일 벌어진 신한은행 프로리그 08-09 4라운드 2주차 1경기에서 항상 자신이 우위를 점해온 마재윤에게도 압도적인 패배를 당하였다.이 후 4월 말부터 조금씩 실력을 회복하는 듯 싶었지만 6강 - 준 플레이오프 총 4패라는 참혹한 성적을 남기게 되며 다시금 슬럼프가 더 깊어진 것이 아니냐라는 의혹을 불러 모았는데, 이에 더해 2009년 8월에 라식 수술을 받으러 간 이성은의 눈에서 망막열공(망막에 구멍이 생기는 병)이 발견되어 자칫 실명될 수 있던 상황에서 벗어났다. 망막 수술 이후 이성은은 3주간 안정을 취해야 했고, 비시즌 기간에 열리는 이벤트성 팀리그 경남 STX컵에는 불참했다.
이후 시작된 09-10시즌에도 이성은은 1~2라운드 성적이 4승 9패일 정도로 매우 부진했다. 2010년이 되어 시작한 위너스 리그에서 이성은은 SK 텔레콤 T1전의 선봉으로 등장, 고인규,도재욱,김택용을 잡는 3킬을 달성하였고, estro전에서도 3킬을 성공하면서 2연속 3킬을 달성하며 살아나는 듯했지만, 다시금 극심한 슬럼프에 빠져 출전 기회조차 잡기 어렵게 되었다. 공군으로의 입대를 선택한 이성은은 공군 e-스포츠병 모집에 박지호와 함께 지원, 박지호를 제치고 합격하여 8월 30일 진주공군교육사령부로 입대하였고, 프로리그 10-11 시즌의 개막과 함께 공군 ACE의 주력 테란으로 활동했다.

### 입대 이후 활약
입대 이후 이성은은 시즌초반 이재호(웅진 스타즈)와 도재욱(SK 텔레콤 T1), 박성균(위메이드 폭스)등을 잡으며 선전을 하는가 싶었으나 갑작스런 부진과 함께 프로리그 10연패및 공식전 10연패에 빠지며 자멸하는 듯 했다. 그러나 연패에서 벗어난뒤 폭스전에서 역3킬을 한 이후 급격히 성장한 기량을 보여주며 ABC마트 MSL 2011 서바이버에서도 조 1위로 MSL 본선무대에 오르고 프로리그에서도 한경기 STX전에서 2승을 하며 5월 18일 기준으로 저그전 6승 4패(4연승), 테란전 6승 4패(4연승), 프로토스전 6승 4패, 10경기전적 7승 3패로서 입대 이전보다 프로토스전은 오히려 향상됨을 보여주며 입대전보다 더욱 눈부신 활약을 보여주고 있었다. 이주영, 김경모, 민찬기, 오영종과 함께 공군 내에서 뛰어난 활약상을 보였었던 선수중 하나다.
2012년 9월 4일 공군에서 전역하였다. 제대 이후 스타크래프트Ⅱ 프로토스 종족으로 삼성전자 칸에 복귀할 것으로 보였으나 GSTL을 통해 해설로 전격 데뷔하게 되었다.
2014년 2월 25일 리그 오브 레전드 게임단 빅파일 미라클(전 큐빅)의 감독으로 선임되었다.
2015년 2월 13일 큐빅의 해체로 감독직을 내려놓게 되었다.
2015년 3월 13일 중국의 리그 오브 레전드 게임단인 월드 엘리트의 감독으로 선임되었다.
2015년 12월 5일 월드 엘리트와의 결별을 공식 발표했다.
2017년 3월 SPOTV GAMES의 SSL 시리즈 클래식의 해설로 발탁되었다.

### 주요 선수들과의 관계
이성은의 은퇴로 인해 더이상은 무변(無變)의 전적이 되었다.

#### 이성은과 박영민
2008년 5월 29일, 이성은은 아레나 MSL 16강에서 박영민(당시 CJ 엔투스, 현 공군 ACE)과 상대하게 되었다. 많은 팬들은 이성은의 저조한 대프로토스전 승률을 근거로 박영민의 우세를 점쳤으나, 예상밖의 깔끔한 경기력을 선보인 이성은이 1세트를 선취하며 1:0으로 앞서나갔다.
분리형 다전제였던 16강 2주차에선 박영민이 2,3세트를 내리 잡아내며 2:1 역전승으로 8강에 진출했다. 특히 박영민은 승기를 잡은 3세트 후반에 '하트 세리머니(맵 중앙에 파일런과 포톤캐논으로 하트 문양을 그림)'를 선보이며 엄청난 화제를 불러일으켰다. 이성은의 안티팬들은 이를 '브라끄의 굴욕'이라며 대대적으로 조롱했으나, 이성은 본인은 오히려 그 캡처 화면을 미니홈피 메인 사진으로 등록하는 등 의연한 모습을 보였다.
2008년 8월 4일, WCG 2008 국가대표 선발전 24강전에서 두 선수는 다시 만났다. 이성은은 전에 당한 굴욕을 되갚으려 끝까지 항전했으나, 더욱 처참한 패배를 거듭하며 0:2로 탈락하고 말았다. 이날 박영민은 두 세트 모두 다수의 스카웃을 생산하는 등 한층 여유로운 플레이로 이성은을 압도했다. (스카웃은 가격 대비 성능이 극히 낮은 프로토스 공중유닛으로, 상대를 농락하기 위한 의도 외엔 좀처럼 방송경기에서 보기 힘들다)
최근에 벌어진 클럽데이 온라인 MSL 32강 1경기에선 이성은이 설욕에 성공했으나 이후 벌어진 아발론 온라인 MSL 2009에서 패배하여 상대 전적은 여전히 공식전만의 기록은 3:5, 비공식까지 포함 3:7 더블 스코어로 벌어져 있다.
한편 이성은이 공군 ACE의 일원이 됨에 따라, 이미 공군 ACE의 실세 군번이 된 박영민에게 실질적인 고통을 당할 가능성도 열려 있는 상태였다. 박영민이 전역하면서 둘의 관계도 점점 멀어졌다. 또 박영민은 사실상 은퇴하여 더 이상 만날 일도 없다.

#### 이성은과 이영호
둘의 맞대결은 거의 최고의 명경기 수준이었다. 비록 이성은은 명경기 끝에 아쉽게 패배하였으나, 이성은 본인도 명경기를 만들어 낼만큼 최고의 기량을 보였었다. (2009년 6월 30일 프로리그 경기)
이날 경기 내용을 보면 이성은은 초반부터 탱크 거리재기 싸움에서 승리하며 이영호의 탱크를 상당 수 잡아냈다. 그 후 상대를 본진까지 몰아넣으며, 이영호를 패배직전까지 몰고 갔으나, 이영호의 엄청난 뒷심과 다시 모은 한방 병력에 밀려 이성은은 본진을 포함한 본진 언덕 확장기지 건물까지 모두 파괴되었다. 마지막 남은 확장기지에서 건물을 다시 재건하며, 배틀크루저까지 생산했지만, 이영호의 엄청난 병력에 결국 이성은은 GG를 선언한다. 이 날 경기는 그야말로 대역전극과 같았으며, 승자인 이영호나 패자인 이성은도 모두 박수를 받을만큼 엄청난 경기를 보여주었다.
참고로 이 두선수의 상대전적은 3:6으로 이성은이 밀리고 있으며 현재 이영호에 6연패 중이다.(처음에는 이성은이 3:0으로 이기고 있었다가 이 후 6경기 연패를 하며 3:6이 되었다)

## 별명
- 브라끄 - 이성은이 과거 아마시절 디시게이머스 갤러리에서 활동했을 때 사용했던 아이디이다. 닉의 기원이 '브라끈'에서 'ㄴ'이 탈락해서 생긴 것이다 등 여러 설이 있지만 이성은 본인은 '그냥' 지은 것이라고 한다. 지금도 디시게이머스 갤러리에서 '브라끄'를 치면 그의 과거 활동 내역을 볼 수 있다.
- 블록버스터 테란 - 이성은의 스케일이 큰 플레이스타일을 빗대어 MBC 게임에서 지어준 별명이다.
- 세레모니 테란 - 경기 직후 세레모니를 자주하는 행동에서 유래된 별명이다.
- 흑성은 - 그의 까무잡잡한 피부에서 유래된 별명이다. 한때는 비하용이기도 했었으나 요즘은 애칭으로도 쓰인다.
- 흑운장 - '김밥이 식기전에 게임을 끝내고 돌아오겠다'라는 발언 + 흑성은에서 유래한 별명이다. 실제로 그 경기는 이성은이 이겼다. 현재 트위치, 유튜브 등에서도 사용하는 이름이다.
- 흑스막 - '스타크래프트 막장'의 준말인 '스막' 을 붙인 별명이다. 이성은은 2009 시즌 초 극심한 부진을 겪었다
- 이라크, 이라끄 - 이성은+브라끄를 합친 말, 석유가 까만거랑은 관련이 없다.
- 흑열사 - 마재윤의 조작행위가 만천하에 드러나면서, 유독 마재윤을 일점사한 이성은의 행위가 마치 스타판을 구하기 위한 '열사'와 흡사하다하여 붙여진 별명. ㄴㅈㅈ는  '너 조작' 이라는 뜻이라는 이야기도 있다.

## 주요 기록

### 전적
통산전적 (12.07.16 기준, 스타2 전적포함)
|             | 경기 | 승-패   | 승률  |
| ----------- | ---- | ------- | ----- |
| 대 테란     | 124  | 66–58   | 53.2% |
| 대 저그     | 85   | 48–37   | 56.5% |
| 대 프로토스 | 96   | 42–54   | 43.8% |
| 총합        | 305  | 156–149 | 51.1% |

### 수상 경력
- 2005년: 위덕대 전략 시뮬레이션 경영대회 준우승
- 2005년: 제3회 에어워크 스타크래프트 대회 4강
- 2005년: 스니커즈 아마추어 스타크래프트 대회 4강
- 2005년: 제13회 커리지 매치 입상
- 2006년: 주장원전 5, 6차 우승 7차 준우승
- 2006년: 신한은행 스타리그 2006 시즌2 16강
- 2007년: 신한은행 스타리그 2006 시즌3 8강(6위)
- 2007년: 곰TV MSL 시즌2 4강
- 2007년: 신한은행 프로리그 2007 전기리그 우승 (삼성 갤럭시)
- 2007년: 곰TV MSL 시즌3 32강
- 2008년: 곰TV MSL 시즌4 32강
- 2008년: 2007 대한민국 e-SPORTS 대상 베스트 세리머니상
- 2008년: 아레나 MSL 16강
- 2008년: 신한은행 프로리그 2008 우승 (삼성 갤럭시)
- 2008년: 신한은행 프로리그 2008 결승전 MVP
- 2008년: 클럽데이 온라인 MSL 8강
- 2009년: 로스트사가 MSL 2009 32강
- 2009년: 아발론 MSL 2009 32강
- 2009년: EVER 스타리그 2009 36강 (당시 스타리그 2000번째 경기 승리)
- 2011년: ABC마트 MSL 2011 32강
- 2011년: 신한은행 프로리그 10-11 시즌 올스타전 MVP
- 2011년: 신한은행 프로리그 10-11 시즌 (프로리그 18번째 100승달성)
- 2014년: 스베누 10차 소닉 스타리그 32강
- 2017년: 아프리카 스타리그 시즌4 24강